# Fanning Springs
Fanning Springs é uma cidade localizada no estado americano da Flórida, nos condados de Gilchrist e Levy. Foi incorporada em 1965.

## Geografia
De acordo com o United States Census Bureau, a cidade tem uma área de 10,2 km², onde 9,8 km² estão cobertos por terra e 0,3 km² por água.

### Localidades na vizinhança
O diagrama seguinte representa as localidades num raio de 24 km ao redor de Fanning Springs.

## Demografia
Segundo o censo nacional de 2010, a sua população é de 764 habitantes e sua densidade populacional é de 77,63 hab/km². Possui 415 residências, que resulta em uma densidade de 42,17 residências/km².